# Miyayoshi Takumi
Miyayoshi Takumi (宮吉 拓実 Miyayoshi Takumi, sinh ngày 7 tháng 8 năm 1992 ở Shiga) là một cầu thủ bóng đá người Nhật Bản hiện tại thi đấu cho Sanfrecce Hiroshima.

## Thống kê sự nghiệp

### Câu lạc bộ
Cập nhật đến ngày 23 tháng 2 năm 2018.
| Câu lạc bộ          | Mùa giải            | Giải vô địch | Giải vô địch | Cúp1    | Cúp1      | Cúp Liên đoàn2 | Cúp Liên đoàn2 | Châu Á3 | Châu Á3   | Tổng    | Tổng      |
| Câu lạc bộ          | Mùa giải            | Số trận      | Bàn thắng    | Số trận | Bàn thắng | Số trận        | Bàn thắng      | Số trận | Bàn thắng | Số trận | Bàn thắng |
| ------------------- | ------------------- | ------------ | ------------ | ------- | --------- | -------------- | -------------- | ------- | --------- | ------- | --------- |
| Kyoto Sanga FC      | 2008                | 2            | 0            | 1       | 0         | 0              | 0              | -       | -         | 3       | 0         |
| Kyoto Sanga FC      | 2009                | 2            | 0            | 1       | 1         | 0              | 0              | -       | -         | 3       | 1         |
| Kyoto Sanga FC      | 2010                | 14           | 3            | 0       | 0         | 5              | 1              | -       | -         | 19      | 4         |
| Kyoto Sanga FC      | 2011                | 27           | 7            | 6       | 5         | -              | -              | -       | -         | 33      | 12        |
| Kyoto Sanga FC      | 2012                | 39           | 11           | 2       | 0         | -              | -              | -       | -         | 41      | 11        |
| Kyoto Sanga FC      | 2013                | 18           | 3            | 0       | 0         | -              | -              | -       | -         | 18      | 3         |
| Kyoto Sanga FC      | 2014                | 4            | 0            | 0       | 0         | -              | -              | -       | -         | 4       | 0         |
| Kataller Toyama     | 2014                | 16           | 3            | -       | -         | -              | -              | -       | -         | 16      | 3         |
| Kyoto Sanga FC      | 2015                | 33           | 4            | 2       | 2         | -              | -              | -       | -         | 35      | 6         |
| Sanfrecce Hiroshima | 2016                | 13           | 4            | 1       | 0         | 0              | 0              | 5       | 1         | 19      | 5         |
| Sanfrecce Hiroshima | 2017                | 8            | 0            | 1       | 1         | 3              | 1              | -       | -         | 12      | 2         |
| Tổng cộng sự nghiệp | Tổng cộng sự nghiệp | 176          | 35           | 14      | 9         | 8              | 2              | 5       | 1         | 203     | 47        |

1Bao gồm Cúp Hoàng đế Nhật Bản.
2Bao gồm J. League Cup.
3Bao gồm Giải vô địch bóng đá các câu lạc bộ châu Á.

### Bàn thắng quốc tế
Tỉ số và kết quả liệt kê bàn thắng của Nhật Bản trước.

#### U-17
| #  | Ngày                 | Địa điểm                                    | Đối thủ  | Tỉ số | Kết quả | Giải đấu                                |
| -- | -------------------- | ------------------------------------------- | -------- | ----- | ------- | --------------------------------------- |
| 1. | 5 tháng 10 năm 2008  | Sân vận động MHSK, Tashkent, Uzbekistan     | Malaysia | 4–0   | 4–0     | Giải vô địch bóng đá U-17 châu Á 2008   |
| 2. | 7 tháng 10 năm 2008  | Sân vận động MHSK, Tashkent, Uzbekistan     | UAE      | 1–0   | 6–1     | Giải vô địch bóng đá U-17 châu Á 2008   |
| 3. | 7 tháng 10 năm 2008  | Sân vận động MHSK, Tashkent, Uzbekistan     | UAE      | 2–0   | 6–1     | Giải vô địch bóng đá U-17 châu Á 2008   |
| 4. | 7 tháng 10 năm 2008  | Sân vận động MHSK, Tashkent, Uzbekistan     | UAE      | 3–0   | 6–1     | Giải vô địch bóng đá U-17 châu Á 2008   |
| 5. | 27 tháng 10 năm 2009 | Sân vận động Teslim Balogun, Lagos, Nigeria | Thụy Sĩ  | 1–0   | 3–4     | Giải vô địch bóng đá U-17 thế giới 2009 |
| 6. | 27 tháng 10 năm 2009 | Sân vận động Teslim Balogun, Lagos, Nigeria | Thụy Sĩ  | 2–0   | 3–4     | Giải vô địch bóng đá U-17 thế giới 2009 |

### Số lần ra sân trong các giải đấu lớn
| Đội bóng      | Giải đấu                                | Thể loại | Số trận | Số trận | Bàn thắng | Thành tích đội bóng |
| Đội bóng      | Giải đấu                                | Thể loại | Start   | Sub     | Bàn thắng | Thành tích đội bóng |
| ------------- | --------------------------------------- | -------- | ------- | ------- | --------- | ------------------- |
| U-17 Nhật Bản | Giải vô địch bóng đá U-17 châu Á 2008   | U-16     | 2       | 2       | 4         | Semifinals          |
| Nhật Bản U-17 | Giải vô địch bóng đá U-17 thế giới 2009 | U-17     | 1       | 1       | 2         | Vòng 1              |